# Naters (Nederland)
Naters was een gemeente in de provincie Zuid-Holland. Naters is op 1 april 1817 ontstaan als afsplitsing van de gemeente Rockanje en is 38 jaar daarna, op 1 september 1855, weer opgegaan in dezelfde gemeente. In 1980 ging Rockanje op in de gemeente Westvoorne.

## Geografie
De gemeente lag twee kilometer ten oosten van Rockanje op het eiland Voorne-Putten.

## Wapen
De gemeente had geen eigen wapen dus is er ook nooit een geregistreerd bij de Hoge Raad van Adel.
Wel is er in verschillende manuscripten een wapen te vinden met de kleuren wit en rood. De blazoenering die van Blokland opgeeft gaat als volgt: een schild van zilver, beladen met een dwarsbalk van keel. Van der Aa gaf deze blazoenering op: dwarsbalk doorsneden van keel en sabel. Verder schreef Blokland ook dat de heerlijkheid al sinds 1432 bekend was.